# Pływanie na Letnich Igrzyskach Olimpijskich Młodzieży 2010 – 100 metrów stylem motylkowym chłopców
Zawody chłopców na dystansie 100 metrów stylem motylkowym w pływaniu na Letnich Igrzyskach Olimpijskich Młodzieży 2010 odbyły się 17 sierpnia (eliminacje i półfinały 16 sierpnia) w Singapore Sports School w Singapurze.

## Wyniki - finał
| Rk | Tor | Zawodnik            | Kraj              | Czas  | Uwagi |
| -- | --- | ------------------- | ----------------- | ----- | ----- |
|    | 4   | Chang Gyu-cheol     | Korea Południowa  | 53.13 |       |
|    | 5   | Chad le Clos        | Południowa Afryka | 53.31 |       |
|    | 3   | Velimir Stjepanović | Serbia            | 53.77 |       |
| 4  | 1   | Marcin Cieślak      | Polska            | 53.78 |       |
| 5  | 2   | Jordan Coelcho      | Francja           | 53.96 |       |
| 6  | 6   | Bence Biczo         | Węgry             | 53.99 |       |
| 7  | 8   | Medhy Metella       | Francja           | 54.35 |       |
| 8  | 7   | Erich Peske         | Stany Zjednoczone | 54.93 |       |